# Miami Open 2021
Miami Open 2021 (được tài trờ bởi Itaú) là một giải quần vợt chuyên nghiệp thi đấu trên mặt sân cứng diễn ra từ ngày 23 tháng 3 đến ngày 4 tháng 4 năm 2021 tại Sân vận động Hard Rock ở Miami Gardens, Florida. Đây là lần thứ 36 giải Miami Open được tổ chức, giải đấu là một phần của Masters 1000 trong ATP Tour 2021, và WTA 1000 trong WTA Tour 2021. Giải đấu năm 2020 bị hủy do ảnh hưởng của đại dịch COVID-19 ở Florida.
Do đại dịch COVID-19, sức chứa được giới hạn ở 800–1,000 người, và khán giả chỉ được vào ba sân lớn nhất (ngoại trừ Sân vận động Hard Rock thích hợp, không được sử dụng). Roger Federer và Ashleigh Barty lần lượt là đương kim vô địch nội dung đơn nam và đơn nữ. Barty bảo vệ thành công danh hiệu, đánh bại Bianca Andreescu trong trận chung kết, 6–3, 4–0, bỏ cuộc. Federer không tham dự giải đấu.

## Điểm và tiền thưởng

### Phân phối điểm
| Sự kiện | VĐ   | CK  | BK  | TK  | Vòng 1/16 | Vòng 1/32 | Vòng 1/64 | Vòng 1/128 | Q  | Q2 | Q1 |
| Đơn nam | 1000 | 600 | 360 | 180 | 90        | 45        | 25*       | 10         | 16 | 8  | 0  |
| Đôi nam | 1000 | 600 | 360 | 180 | 90        | 0         | —         | —          | —  | —  | —  |
| Đơn nữ  | 1000 | 650 | 390 | 215 | 120       | 65        | 35*       | 10         | 30 | 20 | 2  |
| Đôi nữ  | 1000 | 650 | 390 | 215 | 120       | 10        | —         | —          | —  | —  | —  |

* Tay vợt miễn được nhận điểm vòng 1.

### Tiền thưởng
| Sự kiện | VĐ       | CK       | BK      | TK      | Vòng 1/16 | Vòng 1/32 | Vòng 1/64 | Vòng 1/128 | Q2     | Q1     |
| Đơn nam | $300,110 | $165,000 | $93,000 | $61,000 | $40,000   | $26,000   | $16,000   | $10,000    | $5,890 | $3,100 |
| Đơn nữ  | $300,110 | $165,000 | $93,000 | $61,000 | $40,000   | $26,000   | $16,000   | $10,000    | $5,890 | $3,100 |
| Đôi nam | $81,000  | $51,000  | $38,000 | $27,000 | $18,000   | $12,000   | —         | —          | —      | —      |
| Đôi nữ  | $81,000  | $51,000  | $38,000 | $27,000 | $18,000   | $12,000   | —         | —          | —      | —      |

## Nội dung đơn ATP
Dưới đây là những tay vợt được xếp loại hạt giống. Hạt giống và điểm xếp hạng dựa trên bảng xếp hạng ATP vào ngày 22 tháng 3 năm 2021.
| Hạt giống | Xếp hạng | Tay vợt               | Điểm trước | Điểm bảo vệ | Điểm thắng | Điểm sau | Thực trạng                                  |
| --------- | -------- | --------------------- | ---------- | ----------- | ---------- | -------- | ------------------------------------------- |
| 1         | 2        | Daniil Medvedev       | 9,940      | 90          | 180        | 10,030   | Tứ kết thua trước Roberto Bautista Agut [7] |
| 2         | 5        | Stefanos Tsitsipas    | 6,950      | 90          | 180        | 7,040    | Tứ kết thua trước Hubert Hurkacz [26]       |
| 3         | 7        | Alexander Zverev      | 6,070      | 10          | 10         | 6,070    | Vòng 2 thua trước Emil Ruusuvuori           |
| 4         | 8        | Andrey Rublev         | 5,101      | 61          | 360        | 5,400    | Bán kết thua trước Hubert Hurkacz [26]      |
| 5         | 9        | Diego Schwartzman     | 3,640      | 10          | 90         | 3,720    | Vòng 4 thua trước Sebastian Korda           |
| 6         | 11       | Denis Shapovalov      | 3,000      | 360         | 45         | 2,820    | Vòng 3 thua trước Hubert Hurkacz [26]       |
| 7         | 12       | Roberto Bautista Agut | 2,910      | 180         | 360        | 3,090    | Bán kết thua trước Jannik Sinner [21]       |
| 8         | 13       | David Goffin          | 2,795      | 90          | 10         | 2,750    | Vòng 2 thua trước James Duckworth           |
| 9         | 16       | Grigor Dimitrov       | 2,620      | 45          | 10         | 2,598    | Vòng 2 thua trước Cameron Norrie            |
| 10        | 17       | Fabio Fognini         | 2,570      | 45          | 10         | 2,548    | Vòng 2 thua trước Sebastian Korda           |
| 11        | 18       | Félix Auger-Aliassime | 2,561      | 376         | 45         | 2,373    | Vòng 3 thua trước John Isner [18]           |
| 12        | 19       | Milos Raonic          | 2,450      | 45          | 90         | 2,495    | Vòng 4 thua trước Hubert Hurkacz [26]       |
| 13        | 20       | Cristian Garín        | 2,385      | 0           | 10         | 2,385    | Vòng 2 thua trước Marin Čilić               |
| 14        | 22       | Karen Khachanov       | 2,200      | 10          | 45         | 2,280    | Vòng 3 thua trước Jannik Sinner [21]        |
| 15        | 23       | Alex de Minaur        | 2,190      | 0           | 10         | 2,200    | Vòng 2 thua trước Daniel Elahi Galán        |
| 16        | 26       | Dušan Lajović         | 1,895      | 45          | 45         | 1,895    | Vòng 3 thua trước Frances Tiafoe            |
| 17        | 27       | Aslan Karatsev        | 1,888      | (15)†       | 45         | 1,918    | Vòng 3 thua trước Sebastian Korda           |
| 18        | 28       | John Isner            | 1,850      | 600         | 90         | 1,340    | Vòng 4 thua trước Roberto Bautista Agut [7] |
| 19        | 29       | Daniel Evans          | 1,813      | 25          | 10         | 1,797    | Vòng 2 thua trước Frances Tiafoe            |
| 20        | 30       | Ugo Humbert           | 1,790      | 10          | 45         | 1,825    | Vòng 3 thua trước Milos Raonic [12]         |
| 21        | 31       | Jannik Sinner         | 1,789      | (20)‡       | 600        | 2,369    | Á quân, thua trước Hubert Hurkacz [26]      |
| 22        | 32       | Taylor Fritz          | 1,775      | 10          | 90         | 1,855    | Vòng 4 thua trước Alexander Bublik [32]     |
| 23        | 33       | Benoît Paire          | 1,773      | (48)н       | 10         | 1,749    | Vòng 2 thua trước Lorenzo Musetti           |
| 24        | 34       | Lorenzo Sonego        | 1,668      | 25          | 90         | 1,733    | Vòng 4 thua trước Stefanos Tsitsipas [2]    |
| 25        | 36       | Adrian Mannarino      | 1,661      | 25          | 45         | 1,681    | Vòng 3 thua trước Diego Schwartzman [5]     |
| 26        | 37       | Hubert Hurkacz        | 1,645      | 45          | 1,000      | 2,600    | Vô địch, đánh bại Jannik Sinner [21]        |
| 27        | 38       | Nikoloz Basilashvili  | 1,645      | 90          | 10         | 1,600    | Vòng 2 thua trước Mikael Ymer               |
| 28        | 39       | Kei Nishikori         | 1,513      | 10          | 45         | 1,548    | Vòng 3 thua trước Stefanos Tsitsipas [2]    |
| 29        | 40       | Márton Fucsovics      | 1,462      | 10          | 45         | 1,497    | Vòng 3 thua trước Andrey Rublev [4]         |
| 30        | 41       | Reilly Opelka         | 1,457      | 61          | 10         | 1,427    | Vòng 2 thua trước Alexei Popyrin            |
| 31        | 42       | Jan-Lennard Struff    | 1,450      | 10          | 45         | 1,485    | Vòng 3 thua trước Roberto Bautista Agut [7] |
| 32        | 44       | Alexander Bublik      | 1,385      | 41          | 180        | 1,462    | Tứ kết thua trước Jannik Sinner [21]        |

† Tay vợt không vượt qua vòng loại ở giải đấu năm 2019. Thay vào đó, điểm đại diện từ ATP Challenger Tour.

‡ Tay vợt không vượt qua vòng loại ở giải đấu năm 2019. Thay vào đó, điểm tốt nhất của lần 18 sẽ được thay thế vào.

н Tay vợt được miễn sau khi kết thúc giải đấu năm 2019. Thay vào đó, điểm đại diện từ ATP Challenger Tour.

### Vận động viên khác
Đặc cách:
- Carlos Alcaraz
- Jack Draper
- Hugo Gaston
- Michael Mmoh
- Andy Murray

Bảo toàn thứ hạng:
- Kevin Anderson
- Lu Yen-hsun

Vượt qua vòng loại:
- Liam Broady
- Ernesto Escobedo
- Thomas Fabbiano
- Bjorn Fratangelo
- Thanasi Kokkinakis
- Paolo Lorenzi
- Mackenzie McDonald
- Shintaro Mochizuki
- Emilio Nava
- Thiago Seyboth Wild
- Alejandro Tabilo
- Mischa Zverev

Thua cuộc may mắn:
- Damir Džumhur
- Federico Gaio

### Rút lui
Trước giải đấu
- Pablo Andújar → thay thế bởi  Federico Coria
- Pablo Carreño Busta → thay thế bởi  João Sousa
- Matteo Berrettini → thay thế bởi  Denis Kudla
- Borna Ćorić → thay thế bởi  Yannick Hanfmann
- Pablo Cuevas → thay thế bởi  Pedro Martínez
- Alejandro Davidovich Fokina → thay thế bởi  Mikael Ymer
- Novak Djokovic → thay thế bởi  Alexei Popyrin
- Kyle Edmund → thay thế bởi  James Duckworth
- Roger Federer → thay thế bởi  Marcos Giron
- Richard Gasquet → thay thế bởi  Yasutaka Uchiyama
- Filip Krajinović → thay thế bởi  Ilya Ivashka
- Nick Kyrgios → thay thế bởi  Emil Ruusuvuori
- John Millman → thay thế bởi  Lorenzo Musetti
- Gaël Monfils → thay thế bởi  Pierre-Hugues Herbert
- Thiago Monteiro → thay thế bởi  Damir Džumhur
- Corentin Moutet → thay thế bởi  Mikhail Kukushkin
- Andy Murray → thay thế bởi  Federico Gaio
- Rafael Nadal → thay thế bởi  Pedro Sousa
- Guido Pella → thay thế bởi  Lloyd Harris
- Albert Ramos Viñolas → thay thế bởi  Daniel Elahi Galán
- Casper Ruud → thay thế bởi  Christopher O'Connell
- Gilles Simon → thay thế bởi  Kwon Soon-woo
- Dominic Thiem → thay thế bởi  Federico Delbonis
- Jo-Wilfried Tsonga → thay thế bởi  Sebastian Korda
- Stan Wawrinka → thay thế bởi  Steve Johnson

Trong giải đấu
- Lloyd Harris

### Bỏ cuộc
- Jack Draper
- Pedro Martínez

## Nội dung đôi ATP

### Hạt giống
| Quốc gia | Tay vợt               | Quốc gia | Tay vợt          | Xếp hạng1 | Hạt giống |
| -------- | --------------------- | -------- | ---------------- | --------- | --------- |
| COL      | Juan Sebastián Cabal  | COL      | Robert Farah     | 3         | 1         |
| CRO      | Nikola Mektić         | CRO      | Mate Pavić       | 8         | 2         |
| CRO      | Ivan Dodig            | SVK      | Filip Polášek    | 19        | 3         |
| ESP      | Marcel Granollers     | ARG      | Horacio Zeballos | 21        | 4         |
| NED      | Wesley Koolhof        | POL      | Łukasz Kubot     | 21        | 5         |
| GBR      | Jamie Murray          | BRA      | Bruno Soares     | 23        | 6         |
| USA      | Rajeev Ram            | GBR      | Joe Salisbury    | 26        | 7         |
| FRA      | Pierre-Hugues Herbert | FRA      | Nicolas Mahut    | 29        | 8         |

- 1 Bảng xếp hạng vào ngày 15 tháng 3 năm 2021.

### Vận động viên khác
Đặc cách:
- Steve Johnson /  Sam Querrey
- Sebastian Korda /  Michael Mmoh
- Nicholas Monroe /  Frances Tiafoe

Thay thế:
- Marcelo Demoliner /  Santiago González

### Rút lui
Trước giải đấu
- Alex de Minaur /  John Millman → thay thế bởi  Miomir Kecmanović /  Aisam-ul-Haq Qureshi
- Grigor Dimitrov /  Kei Nishikori → thay thế bởi  Marcelo Demoliner /  Santiago González

Trong giải đấu
- Karen Khachanov /  Andrey Rublev

## Nội dung đơn WTA

### Hạt giống
Dưới đây là những tay vợt được xếp loại hạt giống. Hạt giống dựa trên bảng xếp hạng WTA vào ngày 15 tháng 3 năm 2021. Xếp hạng và điểm trước vào ngày 22 tháng 3 năm 2021.
| Hạt giống | Xếp hạng | Tay vợt               | Điểm trước | Điểm bảo vệ^  | Điểm thắng¡       | Điểm sau | Thực trạng                                 |
| --------- | -------- | --------------------- | ---------- | ------------- | ----------------- | -------- | ------------------------------------------ |
| 1         | 1        | Ashleigh Barty        | 9,186      | 1,000         | 1,000             | 9,186    | Vô địch, đánh bại Bianca Andreescu [8]     |
| 2         | 2        | Naomi Osaka           | 7,835      | 65            | 215               | 7,985    | Tứ kết thua trước Maria Sakkari [23]       |
| 3         | 3        | Simona Halep          | 7,255      | 390           | (65) 100          | 6,965    | Vòng 3 rút lui do chấn thương vai          |
| 4         | 4        | Sofia Kenin           | 5,760      | 10 + 35       | (65) 100 + 100    | 5,915    | Vòng 3 thua trước Ons Jabeur [27]          |
| 5         | 5        | Elina Svitolina       | 5,370      | 10            | 390               | 5,750    | Bán kết thua trước Ashleigh Barty [1]      |
| 6         | 6        | Karolína Plíšková     | 5,205      | 650           | (65) 105          | 4,660    | Vòng 3 thua trước Jessica Pegula [29]      |
| 7         | 8        | Aryna Sabalenka       | 4,815      | 10 + 120      | 215 + 185         | 5,085    | Tứ kết thua trước Ashleigh Barty [1]       |
| 8         | 9        | Bianca Andreescu      | 4,735      | 120           | 650               | 5,265    | Á quân, thua trước Ashleigh Barty [1]      |
| 9         | 10       | Petra Kvitová         | 4,571      | 215           | 120               | 4,476    | Vòng 4 thua trước Elina Svitolina [5]      |
| 10        | 11       | Kiki Bertens          | 4,505      | 120           | (10) 105          | 4,490    | Vòng 2 thua trước Liudmila Samsonova [Q]   |
| 11        | 12       | Belinda Bencic        | 4,260      | 10            | 65                | 4,315    | Vòng 3 thua trước Markéta Vondroušová [19] |
| 12        | 13       | Garbiñe Muguruza      | 4,235      | 10 + 280      | 120 + 55          | 4,120    | Vòng 4 thua trước Bianca Andreescu [8]     |
| 13        | 14       | Jennifer Brady        | 3,765      | (2)           | (10)              | 3,765    | Vòng 2 thua trước Sara Sorribes Tormo      |
| 14        | 15       | Victoria Azarenka     | 3,665      | 35 + 180      | 120 + 55          | 3,625    | Vòng 4 thua trước Ashleigh Barty [1]       |
| 15        | 16       | Iga Świątek           | 3,570      | 20            | 65                | 3,615    | Vòng 3 thua trước Ana Konjuh [WC]          |
| 16        | 17       | Elise Mertens         | 3,310      | 65 + 65       | 120 + 100         | 3,400    | Vòng 4 thua trước Naomi Osaka [2]          |
| 17        | 18       | Johanna Konta         | 3,206      | 35            | 65                | 3,236    | Vòng 3 thua trước Petra Kvitová [9]        |
| 18        | 19       | Madison Keys          | 3,075      | 10 + 470      | 10 + 1            | 2,606    | Vòng 2 thua trước Ana Konjuh [WC]          |
| 19        | 20       | Markéta Vondroušová   | 2,957      | 215           | 120               | 2,862    | Vòng 4 thua trước Aryna Sabalenka [7]      |
| 20        | 21       | Petra Martić          | 2,850      | 35 + 185 + 10 | (10) 60 + 55 + 55 | 2,790    | Vòng 2 thua trước Anna Kalinskaya [WC]     |
| 21        | 23       | Elena Rybakina        | 2,718      | (100)†        | (65) 100          | 2,718    | Vòng 3 thua trước Sara Sorribes Tormo      |
| 22        | 24       | Anett Kontaveit       | 2,620      | 390           | 65                | 2,295    | Vòng 3 thua trước Elise Mertens [16]       |
| 23        | 25       | Maria Sakkari         | 2,570      | 35 + 10       | 390 + 105         | 3,020    | Bán kết thua trước Bianca Andreescu [8]    |
| 24        | 26       | Angelique Kerber      | 2,370      | 65 + 110      | 65 + 55           | 2,315    | Vòng 3 thua trước Victoria Azarenka [14]   |
| 25        | 27       | Alison Riske          | 2,256      | 35            | (0) 1             | 2,222    | Rút lui do chấn thương chân trái           |
| 26        | 28       | Yulia Putintseva      | 2,015      | 120 + 35      | (10) 55 + 55      | 1,970    | Vòng 2 thua trước Nina Stojanović [Q]      |
| 27        | 30       | Ons Jabeur            | 1,965      | 35 + 10       | 120 + 48          | 2,088    | Vòng 4 thua trước Sara Sorribes Tormo      |
| 28        | 32       | Amanda Anisimova      | 1,905      | 35 + 35       | 65 + 60           | 1,960    | Vòng 3 thua trước Bianca Andreescu [8]     |
| 29        | 33       | Jessica Pegula        | 1,904      | 30 + 55       | 120 + 29          | 1,968    | Vòng 4 thua trước Maria Sakkari [23]       |
| 30        | 34       | Ekaterina Alexandrova | 1,900      | 10            | 65                | 1,955    | Vòng 3 thua trước Elina Svitolina [5]      |
| 31        | 36       | Coco Gauff            | 1,821      | 35            | 10                | 1,796    | Vòng 2 thua trước Anastasija Sevastova     |
| 32        | 37       | Veronika Kudermetova  | 1,820      | (2) 160       | (65) 80           | 1,740    | Vòng 3 thua trước Aryna Sabalenka [7]      |

^ Điểm từ Miami 2019, Guadalajara 2019, Charleston 2019 và Monterrey 2019 bị giảm vào Thứ 2, ngày 5 tháng 4; Indian Wells 2019 không bắt buộc
¡ Miami không là kết quả bắt buộc phải được tính trong kết quả tốt nhất lần 16 của tay vợt
† Tay vợt không vượt qua vòng loại ở giải đấu năm 2019. Thay vào đó, điểm tốt nhất của lần 16 sẽ được thay thế vào.

### Vận động viên khác
Đặc cách:
- Anna Kalinskaya
- Ana Konjuh
- Robin Montgomery
- Storm Sanders
- Katrina Scott
- Mayar Sherif
- Wang Xinyu
- Wang Xiyu

Bảo toàn thứ hạng:
- Katie Boulter
- Andrea Petkovic
- Anastasia Potapova
- Yaroslava Shvedova

Vượt qua vòng loại:
- Hailey Baptiste
- Aliona Bolsova
- Mihaela Buzărnescu
- Elisabetta Cocciaretto
- Olga Danilović
- Océane Dodin
- Kristína Kučová
- Tereza Martincová
- Tsvetana Pironkova
- Liudmila Samsonova
- Nina Stojanović
- Renata Zarazúa

Thua cuộc may mắn:
- Kirsten Flipkens

### Rút lui
Trước giải đấu
- Polona Hercog → thay thế bởi  Andrea Petkovic
- Hsieh Su-wei → thay thế bởi  Anastasia Potapova
- Daria Kasatkina → thay thế bởi  Zarina Diyas
- Ann Li → thay thế bởi  Katie Boulter
- Karolína Muchová → thay thế bởi  Camila Giorgi
- Anastasia Pavlyuchenkova → thay thế bởi  Lauren Davis
- Alison Riske → thay thế bởi  Kirsten Flipkens
- Barbora Strýcová → thay thế bởi  Marta Kostyuk
- Patricia Maria Țig → thay thế bởi  Madison Brengle
- Alison Van Uytvanck → thay thế bởi  Nao Hibino
- Donna Vekić → thay thế bởi  Arantxa Rus
- Serena Williams → thay thế bởi  Christina McHale
- Dayana Yastremska → thay thế bởi  Venus Williams

Trong giải đấu
- Simona Halep
- Laura Siegemund
- Nina Stojanović

### Bỏ cuộc
- Bianca Andreescu
- Jil Teichmann

## Nội dung đôi WTA

### Hạt giống
| Quốc gia | Tay vợt            | Quốc gia | Tay vợt              | Xếp hạng1 | Hạt giống |
| -------- | ------------------ | -------- | -------------------- | --------- | --------- |
| BEL      | Elise Mertens      | BLR      | Aryna Sabalenka      | 3         | 1         |
| CZE      | Barbora Krejčíková | CZE      | Kateřina Siniaková   | 15        | 2         |
| USA      | Nicole Melichar    | NED      | Demi Schuurs         | 23        | 3         |
| HUN      | Tímea Babos        | RUS      | Veronika Kudermetova | 30        | 4         |
| JPN      | Shuko Aoyama       | JPN      | Ena Shibahara        | 30        | 5         |
| CHN      | Xu Yifan           | CHN      | Zhang Shuai          | 39        | 6         |
| CHI      | Alexa Guarachi     | USA      | Desirae Krawczyk     | 39        | 7         |
| USA      | Hayley Carter      | BRA      | Luisa Stefani        | 63        | 8         |

- 1 Bảng xếp hạng vào ngày 15 tháng 3 năm 2021.

### Vận động viên khác
Đặc cách:
- Hailey Baptiste /  Robin Montgomery
- Kiki Bertens /  Arantxa Rus
- Ajla Tomljanović /  Heather Watson

Bảo toàn thứ hạng:
- Kaitlyn Christian /  Alla Kudryavtseva
- Kirsten Flipkens /  CoCo Vandeweghe
- Vania King /  Yaroslava Shvedova

Thay thế:
- Ekaterina Alexandrova /  Zhaoxuan Yang
- Caroline Garcia /  Nadia Podoroska
- Petra Martić /  Shelby Rogers
- Asia Muhammad /  Jessica Pegula

### Rút lui
Trước giải đấu
- Ashleigh Barty /  Jennifer Brady → thay thế bởi  Caroline Garcia /  Nadia Podoroska
- Belinda Bencic /  Jil Teichmann → thay thế bởi  Petra Martić /  Shelby Rogers
- Anna Kalinskaya /  Viktória Kužmová → thay thế bởi  Ekaterina Alexandrova /  Zhaoxuan Yang
- Laura Siegemund /  Vera Zvonareva → thay thế bởi  Asia Muhammad /  Jessica Pegula

Trong giải đấu
- Simona Halep /  Angelique Kerber
- Darija Jurak /  Nina Stojanović

## Nhà vô địch

### Đơn nam
- Hubert Hurkacz đánh bại  Jannik Sinner 7–6(7–4), 6–4.

### Đơn nữ
- Ashleigh Barty đánh bại  Bianca Andreescu 6–3, 4–0 ret.

### Đôi nam
- Nikola Mektić /  Mate Pavić đánh bại  Dan Evans /  Neal Skupski 6–4, 6–4.

### Đôi nữ
- Shuko Aoyama /  Ena Shibahara đánh bại  Hayley Carter /  Luisa Stefani, 6–2, 7–5.